# Homoneura trivittata
Homoneura trivittata är en tvåvingeart som beskrevs av Mitsuhiro Sasakawa 1991. Homoneura trivittata ingår i släktet Homoneura och familjen lövflugor. Inga underarter finns listade i Catalogue of Life.